# Folquet de Romans
Folquet de Romans o Falquet de Romans, italianizzato in Falchetto o Folchetto di Romans (Romans-sur-Isère, ... – ...; fl. 1215-1233) è stato un famoso trovatore, originario del Delfinato, legato alla corte di Federico II, imperatore del Sacro Romano Impero, dove guadagnò un'alta reputazione, nonostante il fatto che avesse iniziato la sua carriera come giullare.
Falquet era originario di Romans d'Isèra, un luogo natale condiviso con la trobairitz Bieiris de Romans. La sua vida ci dice che egli era "a suo agio nelle corti e di piacevole conversazione... molto rinomato nell'alta società."

## Carriera in Italia e Provenza
Falchetto trascorse molta della sua carriera in Italia. Già prima del dicembre del 1220, aveva scritto dal Monferrato la nostalgica Una chanso sirventes, dedicata alla sua signora d'oltralpe. Egli confessa di essere incapace di smettere di pensare pus parti de Vianes ("la maggior parte [del suo tempo] al Viennois"). Oltre alla corte del Monferrato, si trovano allusioni in Peire de la Mula che potrebbero collocare Falchetto anche alla corte di Ottone del Carretto. Probabilmente si trovava lì, tra il 1220 e il 1226, quando scrisse il suo sirventes che incitava l'imperatore a "liberare" la Terrasanta.
Falchetto era in contatti con il troviero Ugo IV di Berzé (N'Ugo de Bersie) il quale gli scrisse una poesia (chiamandolo Fouquet o Fouquez) chiedendoli di unirsi a lui riguardo a un'imminente crociata outra mar (d'oltremare). La poesia di Ugo (Hugues) gli venne spedita tramite il giullare Bernart (o Bernarz) d'Argentau. Secondo il troviero, né lui né Falchetto erano ormai più giovani a quel tempo. Infatti, Ugo morì nell'agosto del 1220, il che fornisce una data ante quem per la poesia. Afferma inoltre che Falchetto era stato una volta giullare, un dettaglio fornito anche dalla vida di Falchetto. Sebbene lo scambio poetico venga fatto risalire al 1201 o al novembre del 1220–settembre 1221, la prima data è troppo recente e l'ultima viene invalidata dalla morte di Ugo. Di recente sono state proposte le date 1215, 1216, 1217 e 1219. La poesia di Ugo, scritta in francese antico, si conserva nei chansonniers insieme a una razó occitana.
Falchetto era tornato in Provenza nel 1226–1228, quando scrisse la tenzone, En chantan volh quem digatz, insieme a Blacatz. Questa è la sola tenso composta fuori dall'Italia, mentre collabora insieme a Nicoletto da Torino (Nicolet, gran malenansa) e al Conte di Biandrate (Pois vezem qu'el tond e pela). Nel 1228 Falchetto torna in Italia, dove compone una canzone che parla della partenza di Federico II per la sesta crociata.

## Poesia
La sua opera pervenutaci è costituita da quattordici o quindici composizioni di sicura attribuzione: quattro sirventesi (due religiosi e due canso-sirventes), una canzone di crociata), tre tenzones (ognuna lunga due coblas), diverse cansos d'amore, un salut d'amor (o epistola) di 254 versi, e un'alba religiosa. La sua poesia, in genere, è chiara ed elegante e vi traspare apparentemente la sua grande religiosità.
Collegamenti con il romanzo cavalleresco
Falchetto era molto colto ed erudito. Abbondano nella sua poesia riferimenti alla letteratura contemporanea (principalmente riguardanti il romanzo cavalleresco). Nella sua Ma bella domna, per vos dei esser gais il riferimento va al Floire et Blancheflor (il primo lo chiamato Flori), il Roman d'Andrieu de Fransa, e al Raoul de Cambrai. In altre due occasioni fa riferimento al Floire et Blancheflor e nel suo 254 verso al Roman de Renart e a Tristano e Isotta (altrove chiamandoli Tristanz e Ysolt).
Religione
Complessivamente, Falchetto ha composto tre canzoni religiose, due sirventes, e una famosa alba. Quest'ultima, Vers Dieu, el vostre nom e de Sancta Maria, viene dedicata a Dio e alla Vergine Maria. L'alba si conclude con un'alta nota al sorgere del sole:
Politica
Delle vedute politiche di Falchetto molto poco ci sarebbe noto, se non ci avesse lasciato un sirventes scritto contro i ricchi e i potenti, in cui si trova la prescrizione per una riforma socio-politica:
Oltre a questa chiara dichiarazione, Falchetto compone altri sirventes joglarescs (attacchi/insulti sui giullari, spesso alla maniera dei giullari) con lo scopo, così si legge nella sua vida, "di elogiare il buono e biasimare il cattivo".
Crociate
Dal 1220 circa, troviamo Falchetto a incitare l'imperatore, suo mecenate, ad andare alla Crociata e nel 1228 ne menziona la partenza. Nel frattempo scrive Quan lo dous temps ven e vai la freidors, una delle più efficaci canzoni di crociata mai scritte. Il tema centrale dell'opera è il tumulto che affliggeva l'Europa "imbottigliata" nel conflitto tra Papato e Impero e la crociata albigese.

### Componimenti[6]
- Senher Dieu, que fezist Adam (preghiera)

#### Alba religiosa
- Vers Dieus, el vostre nom e de sancta Maria[7]

#### Cansos
- Cantar vuoill amorosamen [8]
- Ieu no mudaria
- Ma bella dompna, per vos dei esser gais[9]
- Quan ben mi soi perpensatz (canzone religiosa)
- Quan lo dous temps ven e vay la freydors (Canzone di crociata)

#### Salut d'amor
- Domna, eu pren comjat de vos[10]

#### Scambio dicoblas
- Aissi com la clara 'stela (in risposta a Pois vezem qu'el tond e pela del lo Coms de Blandra)
- En chantan voill qe⋅m digatz
- Nicolet, gran malenansa (con Nicoletto da Torino)

#### Sirventes
- Aucel no truob chantan
- Quan cuit chantar, eu plaing e plor[11]

#### Sirventes-cansos
- Far vuoill un nou sirventes[12] (con notazione musicale in alcuni mss.)
- Una chanso sirventes

#### Componimenti contesi ad altri trovatori
- A pauc de chantar no⋅m recre[13] (canso di Folchetto di Marsiglia)
- Bel m'es qu'eu chan en aquel mes[14] (canso di Bernart de Ventadorn)
- Ia de razon no⋅m cal mentr' en pantais (sirventes di Peire de la Mula)
- La grans beutatz e⋅l fis ensenhamens[15] (canso di Arnaut de Mareuil)
- Mas comiat ai de far chanso (canso di Elias de Barjols)
- Meravil me cum pot nuls hom chantar[16] (canso di Folchetto di Marsiglia)
- Pos entremes me suy de far chansos (canso di Peirol)
- Quan lo dous temps d'abril (sirventes di Peire de Bussignac)
- Sirventes e chansos lais (sirventes di Peire de Bussignac)